# 鹿鸣乡 (彭水县)
鹿鸣乡，是中华人民共和国重庆市彭水苗族土家族自治县下辖的一个乡镇级行政单位。

## 行政区划
鹿鸣乡下辖以下地区：
万年村、向家村、马金村、双枫村、龙田村、红岩村、合理村、焦家坝村、英雄村和漆园村。